# 阿比查邦·韋拉斯塔古
阿比查邦·魏拉希沙可（皇家轉寫：Aphichatphong Wirasetthakun，發音：[ʔà.pʰí.tɕʰâːt.pʰōŋ wīː.rá.sèːt.tʰà.kūn]；1970年7月16日—）是一位泰國電影導演、監製及劇作家。阿比查邦在國際影壇有較高知名度，但他在國內的名聲遠不及國際。阿比查邦曾多次獲得國際大獎，他在2010年憑《波米叔叔的前世今生》，獲得了第63屆坎城影展金棕櫚獎。
阿比查邦的電影元素包括夢、自然、性（含括異性和同性之愛），他的電影偏愛非常規的敘事結構。

## 生平

### 早期
阿比查邦·魏拉希沙可在泰國曼谷出生，父母都是醫生，任職於坤敬府醫院。阿比查邦·魏拉希沙可曾入讀泰國孔敬大學主修建築，1994年取得學位。其後留學美國芝加哥藝術學院學習電影製作，1997年取得碩士學位，成為泰國獨立電影製作人。阿比查邦·魏拉希沙可有華人的血統。

### 導演生涯
阿比查邦·魏拉希沙可首部長片《正午顯影》完成於2000年，內容融合了紀錄片畫面與即興創作的敘事風格，带有超現實主義倾向。他在1999年創立自己的製作公司，並製作和推廣自己的作品，也支持其他獨立製片及實驗電影作品。
阿比查邦·魏拉希沙可以《極樂森林》在2002年的第55屆坎城影展贏得一種注目單元最佳影片，因此逐漸獲得國際上的關注。2004年，阿比查邦·魏拉希沙可以第四部長片《熱帶幻夢》贏得了第57屆坎城影展評審團獎。
阿比查邦·魏拉希沙可執導的短片也相當著名。他在全州國際電影節參加三部數位短片計畫，與兩位其他亞洲導演合作。他的電影為《七情六欲》，日本塚本晉也與韓國宋一坤分別執導另外兩部電影。
阿比查邦·魏拉希沙可在2005年擔任海嘯數位短片計畫顧問。海嘯數位短片由13部影片所組成，泰國當代藝術文化部為了紀念2004年印度洋大地震，當時地震產生的海嘯襲擊了泰國。他執導的電影為《亞洲之鬼》。
當代藝術文化部在2005年頒發信巴通獎給阿比查邦·魏拉希沙可。該獎項每年頒發給許多類別的當代藝術家。
阿比查邦·魏拉希沙可在2006年完成一部劇情片：《戀愛症候群》。這部電影是美國導演彼得·塞拉斯委託製作，為了在維也納為慶祝莫扎特誕生250週年。該片在第63屆威尼斯影展上首映，並在2006年多倫多國際電影節和其他許多電影節上映。
2007年4月，《戀愛症候群》擬在泰國上映之際，因為劇情出現和尚彈結他及玩遙控飛機的鏡頭，泰國電檢部門要求刪剪部份鏡頭，但是阿比查邦·魏拉希沙可拒絕，最後取消在泰國公映計畫。電影分級委員會主要成員包括政府官僚以及泰國皇家警察成員。2007年末，《戀愛症候群》在曼谷法國文化協會兩次私下放映。

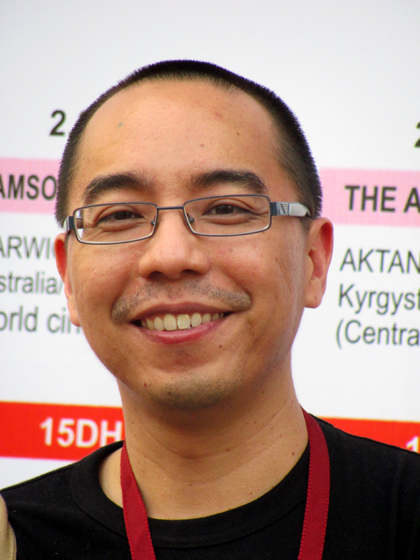
阿比查邦·魏拉希沙可（2010年12月）

阿比查邦·魏拉希沙可和其他導演組織泰國自由電影運動，來抵制電影相關法律草案。阿比查邦·魏拉希沙可說：“我們不同意政府有禁止電影的權利”，“已經有其他法律規範電影製片人潛在的不當行為”。
文化監察部部主任認為電影分級法是必要的法案，因為泰國的影迷是未受教育的群眾。她說：“他們不是知識分子，這就是為什麼我們需要電影分級”。她還說：「沒有人去看魏拉希沙可拍攝的電影。泰國人民希望看到的作品是喜劇。我們喜歡歡笑。」
阿比查邦·魏拉希沙可與導演彭力·雲坦拿域安、韋西·沙贊那庭在曼谷議會大樓外抗議電影分級草案，他們輪流高舉標語，上面寫著「沒有自由，沒有民主，就沒有和平」。 電影分級法後來於2007年12月20日通過。
《戀愛症候群》也獲得許多影評人給予高度的評價。
他的電影《波米叔叔的前世今生》在2010年的坎城影展贏得了金棕櫚獎，成為首度獲獎的泰國人。《波米叔叔的前世今生》還被泰國選為第83届奥斯卡金像奖最佳外語片的角逐影片，但是這部電影並沒有進入最終入圍名單。
2012年，阿比查邦·魏拉希沙可執導的電影《湄公河大酒店》在第65屆坎城影展特別展映單元首映。。
阿比查邦·魏拉希沙可目前正在拍攝中的作品是《烏托邦》。他在2006年的香港電影融資論壇和2006年坎城影展上發布執導《烏托邦》的消息。

## 導演作品

### 長片
- 2000年：《正午顯影》（ดอกฟ้าในมือมาร / Mysterious Object at Noon）
- 2002年：《極樂森林》（สุดเสน่หา / Blissfully Yours）
- 2003年：《鐵雞諜網種情花（英语：The Adventure of Iron Pussy）》（หัวใจทรนง / The Adventure of Iron Pussy）合作導演
- 2004年：《熱帶幻夢》（สัตว์ประหลาด / Tropical Malady）
- 2006年：《戀愛症候群》（แสงศตวรรษ / Syndromes and a Century）
- 2010年：《波米叔叔的前世今生》（ลุงบุญมีระลึกชาติ / Uncle Boonmee Who Can Recall His Past Lives）
- 2012年：《湄公河大酒店（英语：Mekong Hotel）》（แม่โขงโฮเต็ล / Mekong Hotel）
- 2015年：《華麗之墓（英语：Cemetery of Splendour）》（รักที่ขอนแก่น / Cemetery of Splendour）
- 2018年：《十年泰國》（Ten Years Thailand）
- 2021年：
  - 《記憶》（Memoria）
  - 《永恒风暴之年》（The Year of the Everlasting Storm）

### 短片
- 2005年：《七情六欲》

## 外部連結
- 阿比查邦·韋拉斯塔古在互联网电影资料库（IMDb）上的資料（英文）
- 阿比查邦·韋拉斯塔古在豆瓣上的资料（简体中文）
- 阿比查邦·韋拉斯塔古在1905电影网上的简介（简体中文）
- Kick the Machine
- Apichatpong Weerasethakul - Austrian Film Museum
- Apichatpong Weerasethakul - Video Interview Cargo Film Magazine